# فاراتشايا وونجتينتشاي
فاراتشايا وونجتينتشاي (بالتايلندية: วรัชญา วงค์เทียนชัย) مواليد 7 سبتمبر 1989 في تايلاند، هي لاعبة كرة مضرب تايلندية بدأت مسيرتها كمحترفة سنة 2006 تلعب باليد اليمنى وتحتل حاليًا المرتبة 255 (19 يناير 2015) في تصنيف رابطة محترفات كرة المضرب. أعلى تصنيف لها في الفردي كان 212. أعلى تصنيف لها في الزوجي كان 118.

## الميداليات
| الميدالية | المسابقة                   |
| --------- | -------------------------- |
| برونزية   | دورة الألعاب الآسيوية 2010 |
| ذهبية     | ألعاب جامعية صيفية 2011    |
| فضية      | ألعاب جامعية صيفية 2013    |
| برونزية   | ألعاب جامعية صيفية 2011    |

## روابط خارجية
- فاراتشايا وونجتينتشاي على موقع رابطة محترفات التنس (الإنجليزية)
- فاراتشايا وونجتينتشاي على موقع الاتحاد الدولي لكرة المضرب (الإنجليزية)
- فاراتشايا وونجتينتشاي على موقع كأس بيلي جين كينغ (الإنجليزية)
- فاراتشايا وونجتينتشاي على موقع خلاصة التنس.كوم (الإنجليزية)
- فاراتشايا وونجتينتشاي على موقع إي إس بي إن.كوم (الإنجليزية)